# Гало, Захар Захарович
Захар Захарович Гало (18 марта 1923 — 23 февраля 1944) — участник Минского коммунистического подполья в годы Великой Отечественной войны. Подпольные псевдонимы: «Зорик» и «Максим», также был известен как «хозяин аусвайсов».

## Биография
Родился 18 марта 1923 в Минске в семье рабочего лесопильного завода.
В 1941 году окончил Минскую среднюю школу № 20. Член ВЛКСМ с 1939 года, секретарь комсомольской организации школы, неоднократно направлялся вожатым в пионерские лагеря.
Осенью 1941 года по заданию подпольного партийного комитета устроился курьером, а затем техническим секретарём в Минском городском комиссариате.
Передавал подпольному комитету сведения о подготовке гитлеровцами облав, карательных экспедиций против партизан, изменении паспортного режима.
Зимой 1942 года изготовил клише основного пропуска на выход из города. Снабжал подпольщиков бланками паспортов, образцами печатей и подписей.
Систематически переправлял оружие и боеприпасы в партизанский отряд им. А.В. Суворова бригады «Народные мстители» (командир П.И. Ларин), помогал осуществлять диверсии на железной дороге, проводимые группой Викентия Шатько. Участвовал в спасении советских военнопленных и отправке их в партизанские отряды, так, например, именно он вывел подпольную группу «Медик» Лидии Густарник-Лариной — персонал целой аптеки с Мопровской улицы.
В июне 1943 года Логойским подпольным райкомом КП(б) Белоруссии передан в подчинение командиру спецгруппы при Центральном штабе партизанского движения майору С.И. Казанцеву.
В июле-сентябре 1943 года возглавил диверсионную группу, которая заминировала шесть шедших на фронт немецких эшелонов, в том числе: 10 сентября на 864-й км подорвано 4 вагона со снарядами, 3 вагона с амуницией; 13 сентября на разъезде Дричин подорвано 2 цистерны с бензином; 16 сентября в 3 км от станции Михановичи подорвано 2 вагона с боеприпасами и 1 зенитка.
Арестован утром 25 октября 1943 года в городской управе, при этом известно, что за него заступались его начальник-немец и даже бургомистр Вацлав Ивановский.
Содержался в тюрьме СД. Пытался бежать — неудачно.

Захар держался молодцом ... Через неделю я снова увидела его в СД. Поговорить не удалось, он стоял далеко. Выглядел ужасно. От прежнего Захара остался только волнистый каштановый чуб да глаза, умные глаза сильного человека, уже не юноши, а мужчины. Он был страшно избит, на ногах держался с трудом, все время опирался рукой о стену, прижимаясь лбом к почерневшей ладони; другая рука, видимо перебитая, безжизненно висела.— Н.К. Гулуева, арестованная за связь с партизанами — заключённая минской тюрьмы СД в октябре-декабре 1943 года, затем узница концлагерей Майданек и Равенсбрюк.
По основным сведениям — погиб в фашистских застенках 23 февраля 1944 года.
Из характеристики на минского подпольщика 3.3. Гало:

По нашим заданиям работал организатором [разведки]... Собирал ценные разведывательные сведения, вёл большую подготовительную работу по подготовке акта против Кубе ... Вывел к партизанам крупного немецкого разведчика-офицера ... Арестован. Несмотря на зверские пытки, никого не выдал. Представлен к государственной награде.— командир партизанской спецгруппы майор С.И. Казанцев, 20 марта 1944 года

## Награды и звания
- В июле 1944 года за свою активную подпольную деятельность Захар Гало был посмертно награждён медалью «Партизану Отечественной войны» I степени.
- В 1965 году посмертно награждён орденом Отечественной войны I степени[6].

## Память
- В честь Захара Гало названа улица в Минске[7].
- Экспозиция в Белорусском государственном музее истории Великой Отечественной войны[8]. В постоянной экспозиции зала №7 «Партизанское движение и антифашистская подпольная борьба в Беларуси» размещается комплекс экспонатов, посвящённых подпольной деятельности Захара Гало. Среди них фотография, печать, комсомольский билет и стеклянная банка для хранения немецких бланков документов. В коллекциях фондов музея хранятся: сорочка, жилет, пионерский галстук, медаль «Партизану Отечественной войны» I степени, орден Отечественной войны I степени, книги из домашней библиотеки Захара Гало. Многие предметы были переданы в музей его матерью Югалией Иосифовной Гало. Также в музее хранятся воспоминания его первой учительнице и минской подпольщице О. С. Дубровской[8].

## В культуре
- Захар Гало является одним из действующих лиц документальной повести Ивана Новикова «Руины стреляют в упор».
- По повести в 1971 году был снят телефильм «Руины стреляют...», роль Захара Гало исполнил Юозас Ригертас.